# Kristof Hayen

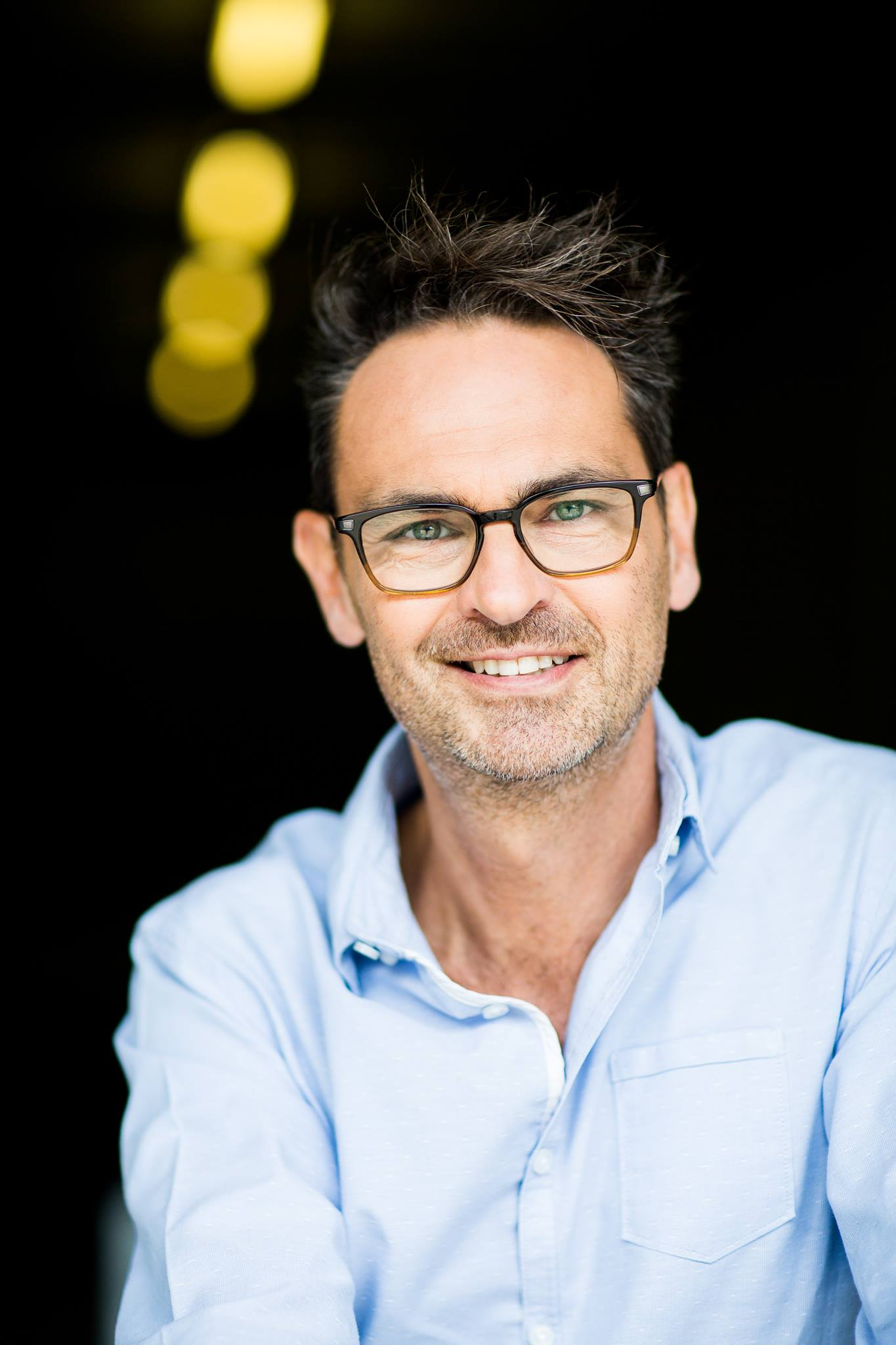

Kristof Hayen (11 augustus 1970) is een Vlaams radiopresentator. 

## Opleiding
Hij startte zijn carrière bij de openbare omroep als stagiair tijdens zijn opleiding pers & communicatie wetenschappen in Hasselt. Na zijn stage bleef hij hangen bij Radio Donna. Hij ging in eerste instantie aan de slag als redacteur voor diverse programma's en als regie-assistent van de Hitkwis, een muziekquiz gepresenteerd door Michel Follet en Alexandra Potvin.

## Reporter
In zijn eerste jaren op de redactie van Radio Donna werd hij geregeld ingezet voor interviews op locatie. Zo interviewde hij onder andere de Australische rockband Crowded House aan de vooravond van hun Farewell To The World Concert op de trappen van het operagebouw in Sydney in november 1996. Nauwelijks een maand na de aanslagen van 9/11 trok hij samen met verschillende leden van de wereldpers naar een "press junket" van het platenlabel Sony in New York. Heel wat artiesten wilden niet meer rondreizen om promotie voor hun muziek te maken, dus besliste het label Sony om de wereldpers dan maar naar hen te brengen tijdens een tiendaagse interviewmarathon. Kristof Hayen interviewde er onder andere Destiny's Child, Wyclef Jean en Ozzy Osbourne. Een jaar later trok hij naar Memphis naar aanleiding van de 25 jaar herdenking van de dood van Elvis Presley. Hij volgde er de Belgische fanclub van de rock-'n-roll-legende en bracht verslag uit van hun ervaringen in en om Graceland.

## Radiopresentator
De Hasseltse radiopresentator werkte in totaal 11 jaar voor Radio Donna en presenteerde in die periode programma's als Donna Sera, Donna's Dansfolie, De Weekendshow en Donna's Hitclub. Memorabel waren zijn dagelijkse on-air-babbels met collega Mark Heyninck tijdens Donna's Hitclub. Die babbels "moesten niet altijd ergens over gaan, zolang ze maar leuk waren". En daar slaagde het duo Heyninck & Hayen steeds weer in tot groot genoegen van hun luisteraars.

## Afscheid van de VRT
In juli 2005 nam Hayen afstand van Radio Donna en keerde de openbare omroep de rug toe. Enkele maanden later ging hij aan de slag als communicatiemedewerker in het toenmalige Virga Jesseziekenhuis in zijn thuisstad Hasselt. Een ziekenhuis dat op 1 januari 2010 fuseerde met het Salvator-St.-Ursula Ziekenhuis en herdoopt werd tot het Jessa Ziekenhuis.

## Nostalgie
Na een periode van bijna 5 jaar mediastilte dook Kristof Hayen in de zomer van 2009 opnieuw op in het radio-landschap. Net zoals een aantal van zijn ex-collega's van Radio Donna werd hij opgevist om het team van de nieuwe commerciële landelijke zender Nostalgie te versterken, naast zijn voltijdse betrekking bij het ziekenhuis. Hij presenteerde er programma's als Dance Classics, Stars on 45 en What a Feeling!. In de zomer van 2017 stopte Hayen als presentator bij Nostalgie, naar eigen zeggen om zich toe te kunnen leggen andere passies, zoals presenteren van evenementen en bedrijfsfeesten en modereren van debatten.
Laatste (per 2 januari 2009):
Joyce Beullens · Tom De Cock · Sebastian Decrop · Evy Gruyaert · Johan Henneman · Mark Heyninck · Anneleen Liégeois · Kris Luyten · Caren Meynen · Dave Peters · Marc Pinte · Thibaut Renard · Ann Reymen · Ben Roelants · Benjamien Schollaert · Elias Smekens · Stijn Smets · Lotte Stevens · Ann Van Elsen · Brecht Vanmeirhaeghe · Sofie Van Moll · David Van Ooteghem
Geschiedenis (1992–2009):
Jan Bosman · Ben Crabbé · Dominique Crommen · Erwin Deckers · Steve De Coninck-De Boeck · Kevin De Geest · Leen Demaré · Bart De Prez · Margot Derycke · Marc Deschuyter · Els Ermens · Michel Follet · Anne Gies · Jeroen Gorus · Walter Grootaers · Kristof Hayen · Geert Hoste · Mark Lefever · Kristien Maes · Kris Mannaerts · Luc Mertens · Johan Notenbaert · Sven Ornelis · Jaak Pijpen · Alexandra Potvin · Katja Retsin · Fien Sabbe · Bart Saerens · Mieke Scheldeman · Cara Van der Auwera · Iris Van Impe · Birgit Van Mol · Rob Vanoudenhoven · Evert Venema · Sofie Verbruggen · Ronald Verhaegen · Peter Verhulst · Jean Vijdt · Robin Vissenaekens · Albrecht Wauters · Niels William · Yasmine